# مارفن بيرنارديز
مارفن بيرنارديز (بالإسبانية: Marvin Bernárdez)‏ هو لاعب كرة قدم هندوراسي، ولد في 1995 في لا سيبا في هندوراس. لعب مع نادي بيدا.

## وصلات خارجية
- مارفن بيرنارديز على موقع قاعدة بيانات كرة القدم.إي يو (الإنجليزية)
- مارفن بيرنارديز على موقع Soccerway.com (الإنجليزية)